# کورنیتا
کورنیتا (به صربی: Korenita) یک منطقهٔ مسکونی در صربستان است که در لوزنیسا واقع شده‌است. کورنیتا ۲٬۶۸۰ نفر جمعیت دارد.